# Szabadtéri Színházak Szövetsége
A Szabadtéri Színházak Szövetsége 1997-ben alakult, gyulai székhelyű szakmai szervezet.

## Története
A szövetség Mátyás Irén, a Zsámbéki Szombatok Kulturális Fesztivál és Gedeon József, a Gyulai Várszínház igazgatójának kezdeményezésére jött létre. 1997-ben azok a nagy múltú szabadtéri színházak alapították, amelyek évtizedek óta egy-egy kiemelkedő magyar műemlék környezetében működnek, s nyaranta azonos időszakban színvonalas színházi, zenei és táncművészeti programokkal teszik Magyarország műemléki vagy természeti értékeit a látogatók számára egyedi élményeket ígérő eseménnyé. Előadásaikon hazai és külföldi művészek is fellépnek önálló bemutatókkal, vagy kőszínházakkal közös koprodukciókban. Mindezek mellett a képző- és filmművészet is szerepet kap, illetve tematikus – így jazz, blues, népzenei, néptánc, Shakespeare, kortárs dráma, határon túli színházi – fesztiválokat is rendeznek. Évente több százezer érdeklődő több mint 25 új bemutatót és 300 előadást láthat országszerte. Magyarországon szinte nincs olyan város, ahol ne folyna szabadtéri színjátszás, ráadásul Európában is kiemelkedően gazdag szinten, ezért ezek összefogása és koordinálása a szervezet elsődleges feladata.
1997-től Gedeon József töltötte be a szervezet elnöki tisztségét. A Szabadtéri Színházak Szövetsége 2017 márciusi tisztújító közgyűlésén Pócza Zoltánt, a Jurisics-vár Művelődési Központ és Várszínház igazgatóját választotta a 2016. november 25-én elhunyt elnök megüresedett posztjára. Gedeon József emlékére és tiszteletére a szövetség kezdeményezte, hogy a 2007-ben alapított Amfiteátrum díjat nevezzék át Gedeon József Amfiteátrum díjra.
Pócza Zoltán elnöki megbízatását 2023-ban három évre meghosszabbították.
A szövetség céljai
– összefogni a magyarországi hivatásos szabadtéri színházakat;
– erősíteni a szabadtéri színházi kultúrát,
– emelni színházak társadalmi rangját,
– kapcsolatot tartani a hazai szakmai szervezetekkel, intézményekkel, hatóságokkal;
– összehangolni a műsorokat;
– létrehozni új, közös produkciókat is történelmi és természeti környezetük lehetőségeit kihasználva.
Továbbá
– kapcsolatot tartani a külföldi fesztiválokkal;
– a tapasztalatokat átvenni;
– műsorokat cserélni.

## Amfiteátrum díj
A szövetség 2007-ben alapította a díjat azzal a céllal, hogy elismerésben részesüljenek azok, akik kiemelkedő teljesítményükkel sokat tettek pályafutásuk során a magyar szabadtéri színházi kultúráért. Évente egy díjat adnak ki. A kitüntetett lehet a szabadtéri színházakban dolgozó színművész, alkotó, más színházi ember, színház képviselője vagy társulat. A díjat első alkalommal 2007. június 6-án adták át a Pilvaxban.
A plakettet Kiss György Munkácsy-díjas szobrászművész készítette. Átadására a színházi világnapon kerül sor, minden év március 27-én a MASZK Országos Színészegyesület gálaestjén.

### Díjazottak
- 2007 Blaskó Péter
- 2008 Beregszászi Illyés Gyula Magyar Nemzeti Színház
- 2009 Molnár Piroska
- 2010 Miklós Tibor
- 2011 Kentaur[6]
- 2012 Szűcs Nelli és Trill Zsolt (megosztva)[7]
- 2013 Mátyás Irén, a Zsámbéki Színházi és Művészeti Bázis igazgatója (30 éves fesztiválszervezői munkásságáért)[8]
- 2014 Hegedűs D. Géza[9]
- 2015 Bodrogi Gyula[10]
- 2016 Nagy-Kálózy Eszter és Rudolf Péter[11]

## Gedeon József Amfiteátrum díj
A 2016-ban elhunyt Gyulai Várszínház igazgatójának és a Szabadtéri Színházak Szövetsége alapító-elnökének emlékére 2017-ben, a díj létrehozásának tizedik évfordulóján az Amfiteátrum díjat Gedeon Józsefről nevezték el.

### Díjazottak
- 2017 Szomor György[12]
- 2018 Pogány Judit[13]
- 2019 Vidnyánszky Attila[14]
- 2021 Árkosi Árpád[15]
- 2022 Lőkös Ildikó[16]
- 2023 Cselényi Nóra[17]
- 2024 Kálid Artúr[18]
- 2025 Őze Áron[19]

## Tagszínházak 2024-ben
- Agria Nyári Játékok
- Esztergomi Várszínház
- Gyulai Várszínház
- Kisvárdai Várszínház
- Kőszegi Várszínház
- Kultkikötő – Balaton
- Kvártélyház – Zalaegerszeg
- Mandala Nyár – Nyíregyháza
- Nagyerdei Szabadtéri Játékok – Debrecen
- Szabad Tér Színház (a Budai Parkszínpad, Margitszigeti Szabadtéri Színpad és Városmajori Szabadtéri Színpad működtetője)
- Szarvasi Vízi Színház
- Szegedi Szabadtéri Játékok
- Szentendrei Teátrum
- Zsámbéki Színházi és Művészeti Bázis